# Sheep Island
Sheep Island – niewielka wyspa w zachodniej Szkocji, w hrabstwie Argyll and Bute, położona na zatoce Firth of Clyde, na północ od wyspy Sanda, oddalona o około 2 km od półwyspu Kintyre. Wyspa nie jest zamieszkana, jednak żyje na niej około 60 owiec rasy Soay.
W 2010 roku wyspa została nabyta za 2,5 mln funtów przez Michi Meiera.